# 埃塞俄比亞內戰 (2018年至今)
埃塞俄比亞境內持續內戰的許多根源可以追溯到二十世紀中葉或更早。在 2018 年民族聯邦主義者、占主導地位的政黨 政治聯盟埃塞俄比亞人民革命民主陣線解散後，該國內部的緊張局勢加劇，新的地區和民族派系在多場衝突中對軍隊和平民進行武裝襲擊整個埃塞俄比亞。
2020年11月4日早上，聯邦政府與地方政府在提格雷地區爆發戰爭。衣索比亞國防軍和厄利垂亞國防軍進入提格雷並佔領了首都默克萊。提格雷防衛軍於 2021 年中重新控制了提格雷的大部分地區，並於 2021 年底與奧羅莫解放軍結成了聯盟。